# Alexander Caspary
Alexander Caspary (* 25. Dezember 1961 in Frankfurt am Main) ist ein ehemaliger deutscher Fußballspieler und -trainer, der mittlerweile als Manager im Wertpapiergeschäft tätig ist.

## Werdegang
Caspary spielte bereits in der Jugend von Eintracht Frankfurt und in der 2. Mannschaft des Vereins, bevor er in der Saison 1985/86 im Kader des Bundesligateams der Eintracht stand. Er absolvierte zwölf Spiele, blieb jedoch ohne Torerfolg. Bis 1993 spielte Caspary unter anderem an der Seite von Alexander Schur und Jürgen Klopp bei Rot-Weiss Frankfurt. Mit Rot-Weiss Frankfurt spielte er auch 1989/90 im DFB-Pokal, schied aber bereits in der ersten Runde gegen Waldhof Mannheim aus.
Nach dem Ende seiner aktiven Laufbahn war Caspary zunächst als Trainer bei Rot-Weiss Frankfurt aktiv, die Mannschaft stieg jedoch – im gesamten Saisonverlauf mit nur einem Auswärtspunkt – Ende 1995 als Tabellenletzte aus der Regionalliga Süd ab. Anschließend amtierte er bis 1996 als Mitglied des Vorstandes.
1999 rückte Caspary in den Vorstand eines Frankfurter Wertpapierdienstleisters. Am 1. April 2012 übernahm er den Vorstandsvorsitz.